# Lijst van olympische medaillewinnaars shorttrack
Shorttrack is een van de sporten die op de Olympische Winterspelen worden beoefend. Deze pagina geeft de lijst van olympische medaillewinnaars in deze sport.

## Mannen

### 500 meter
| Editie | Goud | Goud               | Zilver | Zilver                  | Brons | Brons                   |
| ------ | ---- | ------------------ | ------ | ----------------------- | ----- | ----------------------- |
| 1994   | KOR  | Chae Ji-hoon       | ITA    | Mirko Vuillermin        | GBR   | Nicky Gooch             |
| 1998   | JPN  | Takafumi Nishitani | CHN    | An Yulong               | JPN   | Hitoshi Uematsu         |
| 2002   | CAN  | Marc Gagnon        | CAN    | Jonathan Guilmette      | USA   | Rusty Smith             |
| 2006   | USA  | Apolo Anton Ohno   | CAN    | François-Louis Tremblay | KOR   | Ahn Hyun-soo            |
| 2010   | CAN  | Charles Hamelin    | KOR    | Sung Si-bak             | CAN   | François-Louis Tremblay |
| 2014   | RUS  | Viktor An          | CHN    | Wu Dajing               | CAN   | Charle Cournoyer        |
| 2018   | CHN  | Wu Dajing          | KOR    | Hwang Dae-heon          | KOR   | Lim Hyo-jun             |
| 2022   | HUN  | Shaoang Liu        | ROC    | Konstantin Ivliejev     | CAN   | Steven Dubois           |

| Land   | Goud | Zilver | Brons | Tot. |
| ------ | ---- | ------ | ----- | ---- |
| CAN    | 2    | 2      | 3     | 7    |
| KOR    | 1    | 2      | 2     | 5    |
| CHN    | 1    | 2      | 0     | 3    |
| JPN    | 1    | 0      | 1     | 2    |
| USA    | 1    | 0      | 1     | 2    |
| HUN    | 1    | 0      | 0     | 1    |
| RUS    | 1    | 0      | 0     | 1    |
| ITA    | 0    | 1      | 0     | 1    |
| ROC    | 0    | 1      | 0     | 1    |
| GBR    | 0    | 0      | 1     | 1    |
| Totaal | 8    | 8      | 8     | 24   |

Meervoudige medaillewinnaars
| Succesvolste                                   | Meervoudige                   |
| ---------------------------------------------- | ----------------------------- |
| 1-1-0 Wu Dajing 1-0-1 / Ahn Hyun-soo/Viktor An | 0-1-1 François-Louis Tremblay |

### 1000 meter
| Editie | Goud | Goud            | Zilver | Zilver             | Brons | Brons            |
| ------ | ---- | --------------- | ------ | ------------------ | ----- | ---------------- |
| 1992   | KOR  | Kim Ki-hoon     | CAN    | Frédéric Blackburn | KOR   | Lee Joon-ho      |
| 1994   | KOR  | Kim Ki-hoon     | KOR    | Chae Ji-hoon       | CAN   | Marc Gagnon      |
| 1998   | KOR  | Kim Dong-sung   | CHN    | Li JiaJun          | CAN   | Éric Bédard      |
| 2002   | AUS  | Steven Bradbury | USA    | Apolo Anton Ohno   | CAN   | Mathieu Turcotte |
| 2006   | KOR  | Ahn Hyun-soo    | KOR    | Lee Ho-suk         | USA   | Apolo Anton Ohno |
| 2010   | KOR  | Lee Jung-su     | KOR    | Lee Ho-suk         | USA   | Apolo Anton Ohno |
| 2014   | RUS  | Viktor An       | RUS    | Vladimir Grigorev  | NED   | Sjinkie Knegt    |
| 2018   | CAN  | Samuel Girard   | USA    | John-Henry Krueger | KOR   | Seo Yi-ra        |
| 2022   | CHN  | Ren Ziwei       | CHN    | Li Wenlong         | HUN   | Shaoang Liu      |

| Land   | Goud | Zilver | Brons | Tot. |
| ------ | ---- | ------ | ----- | ---- |
| KOR    | 5    | 3      | 2     | 10   |
| CHN    | 1    | 2      | 0     | 4    |
| CAN    | 1    | 1      | 3     | 5    |
| RUS    | 1    | 1      | 0     | 2    |
| AUS    | 1    | 0      | 0     | 1    |
| USA    | 0    | 2      | 2     | 4    |
| HUN    | 0    | 0      | 1     | 1    |
| NED    | 0    | 0      | 1     | 1    |
| Totaal | 9    | 9      | 9     | 27   |

Meervoudige medaillewinnaars
| Succesvolste                                     | Meervoudige                             |
| ------------------------------------------------ | --------------------------------------- |
| 2-0-0 Kim Ki-hoon 2-0-0 / Ahn Hyun-soo/Viktor An | 0-2-0 Lee Ho-suk 0-1-2 Apolo Anton Ohno |

### 1500 meter
| Editie | Goud | Goud             | Zilver | Zilver           | Brons | Brons              |
| ------ | ---- | ---------------- | ------ | ---------------- | ----- | ------------------ |
| 2002   | USA  | Apolo Anton Ohno | CHN    | Li JiaJun        | CAN   | Marc Gagnon        |
| 2006   | KOR  | Ahn Hyun-soo     | KOR    | Lee Ho-suk       | CHN   | Li JiaJun          |
| 2010   | KOR  | Lee Jung-su      | USA    | Apolo Anton Ohno | USA   | John Robert Celski |
| 2014   | CAN  | Charles Hamelin  | CHN    | Han Tianyu       | RUS   | Viktor An          |
| 2018   | KOR  | Lim Hyo-jun      | NED    | Sjinkie Knegt    | OAR   | Semjon Jelistratov |
| 2022   | KOR  | Hwang Dae-heon   | CAN    | Steven Dubois    | ROC   | Semjon Jelistratov |

| Land   | Goud | Zilver | Brons | Tot. |
| ------ | ---- | ------ | ----- | ---- |
| KOR    | 4    | 1      | 0     | 5    |
| CAN    | 1    | 1      | 1     | 3    |
| USA    | 1    | 1      | 1     | 3    |
| CHN    | 0    | 2      | 1     | 3    |
| NED    | 0    | 1      | 0     | 1    |
| RUS    | 0    | 0      | 1     | 1    |
| OAR    | 0    | 0      | 1     | 1    |
| ROC    | 0    | 0      | 1     | 1    |
| Totaal | 6    | 6      | 6     | 18   |

Meervoudige medaillewinnaars
| Succesvolste                                          | Meervoudige                                |
| ----------------------------------------------------- | ------------------------------------------ |
| 1-1-0 Apolo Anton Ohno 1-0-1 / Ahn Hyun-soo/Viktor An | 0-1-1 Li JiaJun 0-0-2 / Semjon Jelistratov |

### 5000 meter aflossing
| Editie | Goud | Goud                                                                                     | Zilver | Zilver                                                                                  | Brons | Brons                                                                     |
| ------ | ---- | ---------------------------------------------------------------------------------------- | ------ | --------------------------------------------------------------------------------------- | ----- | ------------------------------------------------------------------------- |
| 1992   | KOR  | Kim Ki-hoon Lee Joon-ho Mo Ji-soo Song Jae-kun                                           | CAN    | Frédéric Blackburn Laurent Daignault Michel Daignault Sylvain Gagnon Mark Lackie        | JPN   | Yuichi Akasaka Tatsuyoshi Ishihara Toshinobu Kawai Tsutomu Kawasaki       |
| 1994   | ITA  | Maurizio Carnino Orazio Fagone Hugo Herrnhof Mirko Vuillermin                            | USA    | Randy Bartz John Coyle Eric Flaim Andrew Gabel                                          | AUS   | Steven Bradbury Kieran Hansen Andrew Murtha Richard Nizielski             |
| 1998   | CAN  | Éric Bédard Derrick Campbell François Drolet Marc Gagnon                                 | KOR    | Chae Ji-hoon Kim Dong-sung Lee Ho-eung Lee Jun-hwan                                     | CHN   | An Yulong Feng Kai Li JiaJun Yuan Ye                                      |
| 2002   | CAN  | Éric Bédard Marc Gagnon Jonathan Guilmette François-Louis Tremblay Mathieu Turcotte      | ITA    | Michele Antonioli Maurizio Carnino Fabio Carta Nicola Franceschina Nicola Rodigari      | CHN   | An Yulong Feng Kai Guo Wei Li JiaJun Li Ye                                |
| 2006   | KOR  | Ahn Hyun-soo Lee Ho-suk Oh Se-jong Seo Ho-jin Song Suk-woo                               | CAN    | Éric Bédard Jonathan Guilmette Charles Hamelin François-Louis Tremblay Mathieu Turcotte | USA   | Alex Izykowski J. P. Kepka Apolo Anton Ohno Rusty Smith                   |
| 2010   | CAN  | Guillaume Bastille Charles Hamelin François Hamelin Olivier Jean François-Louis Tremblay | KOR    | Kim Seoung-il Kwak Yoon-gy Lee Ho-suk Lee Jung-su Sung Si-bak                           | USA   | John Robert Celski Simon Cho Travis Jayner Jordan Malone Apolo Anton Ohno |
| 2014   | RUS  | Viktor An Semjon Jelistratov Vladimir Grigorev Roeslan Zacharov                          | USA    | Eddy Alvarez John Robert Celski Christopher Creveling Jordan Malone                     | CHN   | Chen Dequan Han Tianyu Shi Jingnan Wu Dajing                              |
| 2018   | HUN  | Csaba Burján Shaoang Liu Shaolin Sándor Liu Viktor Knoch                                 | CHN    | Chen Dequan Han Tianyu Ren Ziwei Wu Dajing Xu Hongzhi                                   | CAN   | Charle Cournoyer Pascal Dion Samuel Girard Charles Hamelin                |
| 2022   | CAN  | Charles Hamelin Steven Dubois Jordan Pierre-Gilles Pascal Dion Maxime Laoun              | KOR    | Lee June-seo Hwang Dae-heon Kwak Yoon-gy Park Jang-hyuk Kim Dong-wook                   | ITA   | Pietro Sighel Yuri Confortola Tommaso Dotti Andrea Cassinelli             |

| Land   | Goud | Zilver | Brons | Tot. |
| ------ | ---- | ------ | ----- | ---- |
| CAN    | 4    | 2      | 1     | 7    |
| KOR    | 2    | 3      | 0     | 5    |
| ITA    | 1    | 1      | 1     | 3    |
| HUN    | 1    | 0      | 0     | 1    |
| RUS    | 1    | 0      | 0     | 1    |
| USA    | 0    | 2      | 2     | 4    |
| CHN    | 0    | 1      | 3     | 4    |
| AUS    | 0    | 0      | 1     | 1    |
| JPN    | 0    | 0      | 1     | 1    |
| Totaal | 9    | 9      | 9     | 27   |

Meervoudige medaillewinnaars
| Succesvolste | Meervoudige |
| --- | --- |
| 2-1-1 Charles Hamelin 2-1-0 Éric Bédard 2-1-0 François-Louis Tremblay 2-0-0 Marc Gagnon 2-0-0 / Ahn Hyun-soo/Viktor An 1-1-0 Maurizio Carnino 1-1-0 Jonathan Guilmette 1-1-0 Mathieu Turcotte 1-1-0 Pascal Dion 1-1-0 Lee Ho-suk | 0-1-1 John Robert Celski 0-1-1 Jordan Malone 0-1-1 Chen Dequan 0-1-1 Han Tianyu 0-1-1 Wu Dajing 0-0-2 Apolo Anton Ohno |

1. 1 2 3 4 5 6 7 8  Ahn Hyun-soo (KOR) en Viktor An (RUS) is een en dezelfde persoon.

## Vrouwen

### 500 meter
| Editie | Goud | Goud            | Zilver | Zilver             | Brons | Brons                 |
| ------ | ---- | --------------- | ------ | ------------------ | ----- | --------------------- |
| 1992   | USA  | Cathy Turner    | CHN    | Li Yan             | PRK   | Hwang Ok-sil          |
| 1994   | USA  | Cathy Turner    | CHN    | Zhang Yanmei       | USA   | Amy Peterson          |
| 1998   | CAN  | Annie Perreault | CHN    | Yang Yang (S)      | KOR   | Chun Lee-kyung        |
| 2002   | CHN  | Yang Yang (A)   | BUL    | Evgenja Radanova   | CHN   | Wang Chunlu           |
| 2006   | CHN  | Wang Meng       | BUL    | Evgenja Radanova   | CAN   | Anouk Leblanc-Boucher |
| 2010   | CHN  | Wang Meng       | CAN    | Marianne St-Gelais | ITA   | Arianna Fontana       |
| 2014   | CHN  | Li Jianrou      | ITA    | Arianna Fontana    | KOR   | Park Seung-hi         |
| 2018   | ITA  | Arianna Fontana | NED    | Yara van Kerkhof   | CAN   | Kim Boutin            |
| 2022   | ITA  | Arianna Fontana | NED    | Suzanne Schulting  | CAN   | Kim Boutin            |

| Land   | Goud | Zilver | Brons | Tot. |
| ------ | ---- | ------ | ----- | ---- |
| CHN    | 4    | 3      | 1     | 8    |
| ITA    | 2    | 1      | 1     | 4    |
| USA    | 2    | 0      | 1     | 3    |
| CAN    | 1    | 1      | 3     | 5    |
| BUL    | 0    | 2      | 0     | 2    |
| NED    | 0    | 2      | 0     | 2    |
| KOR    | 0    | 0      | 2     | 2    |
| PRK    | 0    | 0      | 1     | 1    |
| Totaal | 9    | 9      | 9     | 27   |

Meervoudige medaillewinnaars
| Succesvolste                                             | Meervoudige                             |
| -------------------------------------------------------- | --------------------------------------- |
| 2-1-1 Arianna Fontana 2-0-0 Cathy Turner 2-0-0 Wang Meng | 0-2-0 Evgenja Radanova 0-0-2 Kim Boutin |

### 1000 meter
| Editie | Goud | Goud              | Zilver | Zilver            | Brons | Brons           |
| ------ | ---- | ----------------- | ------ | ----------------- | ----- | --------------- |
| 1994   | KOR  | Chun Lee-kyung    | CAN    | Nathalie Lambert  | KOR   | Kim So-hee      |
| 1998   | KOR  | Chun Lee-kyung    | CHN    | Yang Yang (S)     | KOR   | Won Hye-kyung   |
| 2002   | CHN  | Yang Yang (A)     | KOR    | Ko Gi-hyun        | CHN   | Yang Yang (S)   |
| 2006   | KOR  | Jin Sun-yu        | CHN    | Wang Meng         | CHN   | Yang Yang (A)   |
| 2010   | CHN  | Wang Meng         | USA    | Katherine Reutter | KOR   | Park Seung-hi   |
| 2014   | KOR  | Park Seung-hi     | CHN    | Fan Kexin         | KOR   | Shim Suk-hee    |
| 2018   | NED  | Suzanne Schulting | CAN    | Kim Boutin        | ITA   | Arianna Fontana |
| 2022   | NED  | Suzanne Schulting | KOR    | Choi Min-jeong    | BEL   | Hanne Desmet    |

| Land   | Goud | Zilver | Brons | Tot. |
| ------ | ---- | ------ | ----- | ---- |
| KOR    | 4    | 2      | 4     | 10   |
| CHN    | 2    | 3      | 2     | 7    |
| NED    | 2    | 0      | 0     | 2    |
| CAN    | 0    | 2      | 0     | 2    |
| USA    | 0    | 1      | 0     | 1    |
| ITA    | 0    | 0      | 1     | 1    |
| BEL    | 0    | 0      | 1     | 1    |
| Totaal | 8    | 8      | 8     | 24   |

Meervoudige medaillewinnaars
| Succesvolste                                                                                         | Meervoudige         |
| --- | ------------------- |
| 2-0-0 Suzanne Schulting 2-0-0 Chun Lee-kyung 1-1-0 Wang Meng 1-0-1 Yang Yang (A) 1-0-1 Park Seung-hi | 0-1-1 Yang Yang (S) |

### 1500 meter
| Editie | Goud | Goud           | Zilver | Zilver          | Brons | Brons             |
| ------ | ---- | -------------- | ------ | --------------- | ----- | ----------------- |
| 2002   | KOR  | Ko Gi-hyun     | KOR    | Choi Eun-kyung  | BUL   | Evgenja Radanova  |
| 2006   | KOR  | Jin Sun-yu     | KOR    | Choi Eun-kyung  | CHN   | Wang Meng         |
| 2010   | CHN  | Zhou Yang      | KOR    | Lee Eun-byul    | KOR   | Park Seung-hi     |
| 2014   | CHN  | Zhou Yang      | KOR    | Shim Suk-hee    | ITA   | Arianna Fontana   |
| 2018   | KOR  | Choi Min-jeong | CHN    | Li Jinyu        | CAN   | Kim Boutin        |
| 2022   | KOR  | Choi Min-jeong | ITA    | Arianna Fontana | NED   | Suzanne Schulting |

| Land   | Goud | Zilver | Brons | Tot. |
| ------ | ---- | ------ | ----- | ---- |
| KOR    | 4    | 4      | 1     | 9    |
| CHN    | 2    | 1      | 1     | 4    |
| ITA    | 0    | 1      | 1     | 2    |
| BUL    | 0    | 0      | 1     | 1    |
| CAN    | 0    | 0      | 1     | 1    |
| NED    | 0    | 0      | 1     | 1    |
| Totaal | 5    | 5      | 5     | 15   |

Meervoudige medaillewinnaars
| Succesvolste                         | Meervoudige                                |
| ------------------------------------ | ------------------------------------------ |
| 2-0-0 Zhou Yang 2-0-0 Choi Min-jeong | 0-2-0 Choi Eun-kyung 0-1-1 Arianna Fontana |

### 3000 meter aflossing
| Editie | Goud | Goud                                                              | Zilver | Zilver                                                                         | Brons | Brons                                                                           |
| ------ | ---- | ----------------------------------------------------------------- | ------ | ------------------------------------------------------------------------------ | ----- | ------------------------------------------------------------------------------- |
| 1992   | CAN  | Angela Cutrone Sylvie Daigle Nathalie Lambert Annie Perreault     | USA    | Darcie Dohnal Amy Peterson Cathy Turner Nikki Ziegelmeyer                      | EUN   | Joelia Alagoelova Natalia Issakova Viktoria Troitskaja Joelia Vlasova           |
| 1994   | KOR  | Chun Lee-kyung Kim So-hee Kim Yoon-mi Won Hye-kyung               | CAN    | Christine Boudrias Isabelle Charest Sylvie Daigle Nathalie Lambert             | USA   | Karen Cashman Amy Peterson Cathy Turner Nikki Ziegelmeyer                       |
| 1998   | KOR  | An Sang-mi Chun Lee-kyung Kim Yoon-mi Won Hye-kyung               | CHN    | Sun Dandan Wang Chunlu Yang Yang (A) Yang Yang (S)                             | CAN   | Christine Boudrias Isabelle Charest Annie Perreault Tania Vicent                |
| 2002   | KOR  | Choi Eun-kyung Choi Min-kyung Joo Min-jin Park Hye-won            | CHN    | Sun Dandan Wang Chunlu Yang Yang (A) Yang Yang (S)                             | CAN   | Isabelle Charest Marie-Ève Drolet Amélie Goulet-Nadon Alanna Kraus Tania Vicent |
| 2006   | KOR  | Byun Chun-sa Choi Eun-kyung Jeon Da-hye Jin Sun-yu Kang Yun-mi    | CAN    | Alanna Kraus Anouk Leblanc-Boucher Amanda Overland Kalyna Roberge Tania Vicent | ITA   | Marta Capurso Arianna Fontana Katia Zini Mara Zini                              |
| 2010   | CHN  | Sun Linlin Wang Meng Zhang Hui Zhou Yang                          | CAN    | Jessica Gregg Kalyna Roberge Marianne St-Gelais Tania Vicent                   | USA   | Allison Baver Kimberly Derrick Alyson Dudek Lana Gehring Katherine Reutter      |
| 2014   | KOR  | Cho Ha-ri Kim A-lang Kong Sang-jeong Park Seung-hi Shim Suk-hee   | CAN    | Marie-Ève Drolet Jessica Hewitt Valérie Maltais Marianne St-Gelais             | ITA   | Arianna Fontana Lucia Peretti Martina Valcepina Elena Viviani                   |
| 2018   | KOR  | Choi Min-jeong Kim A-lang Kim Ye-jin Lee Yu-bin Shim Suk-hee      | ITA    | Arianna Fontana Cecilia Maffei Lucia Peretti Martina Valcepina                 | NED   | Yara van Kerkhof Jorien ter Mors Lara van Ruijven Suzanne Schulting             |
| 2022   | NED  | Suzanne Schulting Selma Poutsma Xandra Velzeboer Yara van Kerkhof | KOR    | Seo Whi-min Choi Min-jeong Kim A-lang Lee Yu-bin                               | CHN   | Qu Chunyu Han Yutong Fan Kexin Zhang Chutong Zhang Yuting                       |

| Land   | Goud | Zilver | Brons | Tot. |
| ------ | ---- | ------ | ----- | ---- |
| KOR    | 6    | 1      | 0     | 7    |
| CAN    | 1    | 4      | 2     | 7    |
| CHN    | 1    | 2      | 1     | 4    |
| NED    | 1    | 0      | 1     | 2    |
| ITA    | 0    | 1      | 2     | 3    |
| USA    | 0    | 1      | 2     | 3    |
| EUN    | 0    | 0      | 1     | 1    |
| Totaal | 8    | 8      | 8     | 24   |

Meervoudige medaillewinnaars
| Succesvolste | Meervoudige |
| --- | --- |
| 2-1-0 Kim A-lang 2-0-0 Chun Lee-kyung 2-0-0 Won Hye-kyung 2-0-0 Choi Eun-kyung 2-0-0 Kim Yoon-mi 2-0-0 Shim Suk-hee 1-1-0 Sylvie Daigle 1-1-0 Nathalie Lambert 1-1-0 Choi Min-jeong 1-1-0 Lee Yu-bin 1-0-1 Annie Perreault 1-0-1 Yara van Kerkhof 1-0-1 Suzanne Schulting | 0-2-2 Tania Vicent 0-2-0 Sun Dandan 0-2-0 Wang Chunlu 0-2-0 Yang Yang (A) 0-2-0 Yang Yang (S) 0-2-0 Kalyna Roberge 0-2-0 Marianne St-Gelais 0-1-2 Isabelle Charest 0-1-2 Arianna Fontana 0-1-1 Amy Peterson 0-1-1 Cathy Turner 0-1-1 Nikki Ziegelmeyer 0-1-1 Christine Boudrias 0-1-1 Alanna Kraus 0-1-1 Marie-Ève Drolet 0-1-1 Lucia Peretti 0-1-1 Martina Valcepina |

## 2000 meter gemengde aflossing
| Editie | Goud | Goud                                                 | Zilver | Zilver                                                                                              | Brons | Brons                                                                          |
| ------ | ---- | ---------------------------------------------------- | ------ | --------------------------------------------------------------------------------------------------- | ----- | ------------------------------------------------------------------------------ |
| 2022   | CHN  | Qu Chunyu Fan Kexin Wu Dajing Ren Ziwei Zhang Yuting | ITA    | Arianna Fontana Martina Valcepina Pietro Sighel Andrea Cassinelli Arianna Valcepina Yuri Confortola | HUN   | Petra Jászapáti Zsófia Kónya Shaoang Liu Shaolin Sándor Liu John-Henry Krueger |

| Land   | Goud | Zilver | Brons | Tot. |
| ------ | ---- | ------ | ----- | ---- |
| CHN    | 1    | 0      | 0     | 1    |
| ITA    | 0    | 1      | 0     | 1    |
| HUN    | 0    | 0      | 1     | 1    |
| Totaal | 1    | 1      | 1     | 3    |

Calgary 1988 · 
Albertville 1992 · 
Lillehammer 1994 · 
Nagano 1998 · 
Salt Lake City 2002 · 
Turijn 2006 · 
Vancouver 2010 · 
Sotsji 2014 · 
Pyeongchang 2018 · 
Peking 2022
Lijst van olympische medaillewinnaars